# Kurkijaure
Kurkijaure är en sjö i Gällivare kommun i Lappland och ingår i Luleälvens huvudavrinningsområde. Sjön har en area på 0,34 kvadratkilometer och ligger 457,9 meter över havet. Kurkijaure ligger i Sjaunja Natura 2000-område.

## Delavrinningsområde
Kurkijaure ingår i det delavrinningsområde (745851-167180) som SMHI kallar för Ovan VDRID = Akkaljoki i Sjaunjaätnos vattendrags*. Medelhöjden är 459 meter över havet och ytan är 9,61 kvadratkilometer. Räknas de 72 avrinningsområdena uppströms in blir den ackumulerade arean 813,32 kvadratkilometer. Sjaunjaätno som avvattnar avrinningsområdet har biflödesordning 2, vilket innebär att vattnet flödar genom totalt 2 vattendrag innan det når havet efter 236 kilometer. Avrinningsområdet består mestadels av skog (62 procent) och sankmarker (26 procent). Avrinningsområdet har 1,2 kvadratkilometer vattenytor vilket ger det en sjöprocent på 12,5 procent.